# Heinrich Leutemann

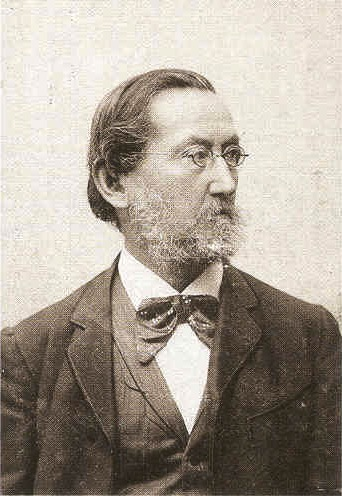
Heinrich Leutemann, um 1880

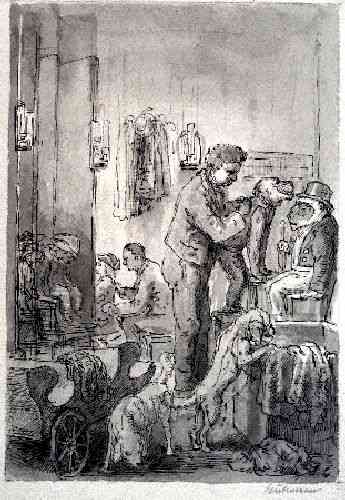
Vorbereitung zum Auftritt in Hagenbecks Tierschau, Tuschezeichnung um 1880; 24×16 cm; Privatbesitz

Gottlob Heinrich Leutemann (* 8. Oktober 1824 in Großzschocher bei Leipzig; † 14. Dezember 1905 in Wittgensdorf bei Chemnitz) war ein Tiermaler und -zeichner, Autor und Illustrator, dessen Darstellungen von Zoo-Tieren in der zweiten Hälfte des 19. Jahrhunderts sehr populär waren.

## Leben und Werk
Zwischen 1838 und 1846 besuchte Leutemann die Kunstakademie in Leipzig, studierte dort insbesondere bei Bernhard von Neher. Unter dessen Leitung arbeitete er an den Fresken im Weimarer Schloss und an den Kartons zu den Glasfenstern der Stiftskirche in Stuttgart.

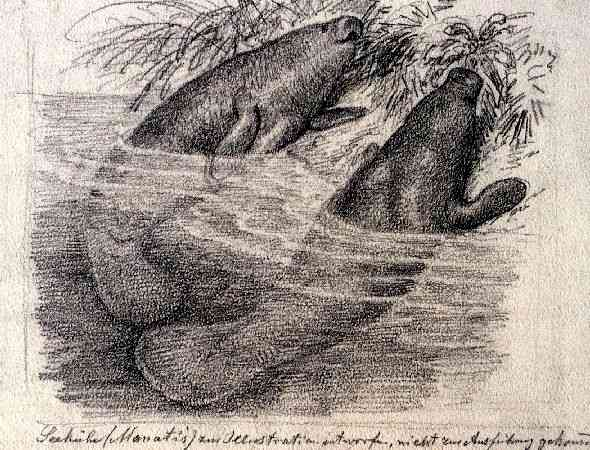
Heinrich Leutemann: Manatees. Bleistiftzeichnung, ca. 1874; 18×24 cm

Ab 1850 war er in Leipzig als Illustrator und Autor für Zeitschriften tätig, unter anderem für die Gartenlaube und für die Illustrirte Zeitung, und produzierte Beiträge für die Münchener Bilderbogen. Leutemann illustrierte auch zahlreiche Kartenwerke; zu Bilderbüchern für Kinder über Land, Leute und Tiere steuerte er Zeichnungen und farbige Bildtafeln bei. Als Künstler widmete er sich indes vorwiegend den Entwürfen klassischer Sujets, die sich beim Publikum der Gründerzeit großer Beliebtheit erfreuten. Zu seinem Hauptwerk zählen die 36 Stahlstiche für die Fassung des Reineke Fuchs von J. E. Hartmann, die 1855 in Leipzig erschien. Leutemann fertigte ab 1850 eine Reihe von Tierillustrationen für Tiergeschichten, Leporello-Formate und einen zoologischen Atlas an.
Durch seine Bekanntschaft mit Carl Hagenbeck, dem er zur Gründung seines Tierparks 1874 und zur Durchführung seiner ersten Völkerschau 1875 geraten haben soll, stellte er zahlreiche Zeichnungen von Hagenbecks Tier- und Völkerschauen her, die, im Druck reproduziert, Verbreitung fanden. Seltene Tiere und deren Ankunft in Hagenbecks Tierpark wurden in Bildern von ihm dokumentiert und künstlerisch ausgestaltet. Die Tierzeichnungen und -drucke sind heute vorwiegend in Privatsammlungen erhalten.
Leutemann erblindete 1895 vollständig. Eine Gedächtnisausstellung fand 1919 in Leipzig statt. Werke Leutemanns befinden sich in Leipzig und in Berlin in öffentlichen Sammlungen.